# إلينكا ميتريفا
إلينكا ميتريفا (11 فبراير 1950 - 1 أغسطس 2022)، هي سياسية من جمهورية مقدونيا شغلت منصب وزير الخارجية، عُينت في هذا المنصب في مايو 2001، ولكنها استقالت منه في نوفمبر 2001. على الرغم من هذا، إلا أنها عُينت مرةً أخرى في نوفمبر 2002، وتولت المنصب حتى أغسطس 2006 عندما تولت حكومة جديدة السلطة بعد الانتخابات البرلمانية.